# معركة غزة الأولى

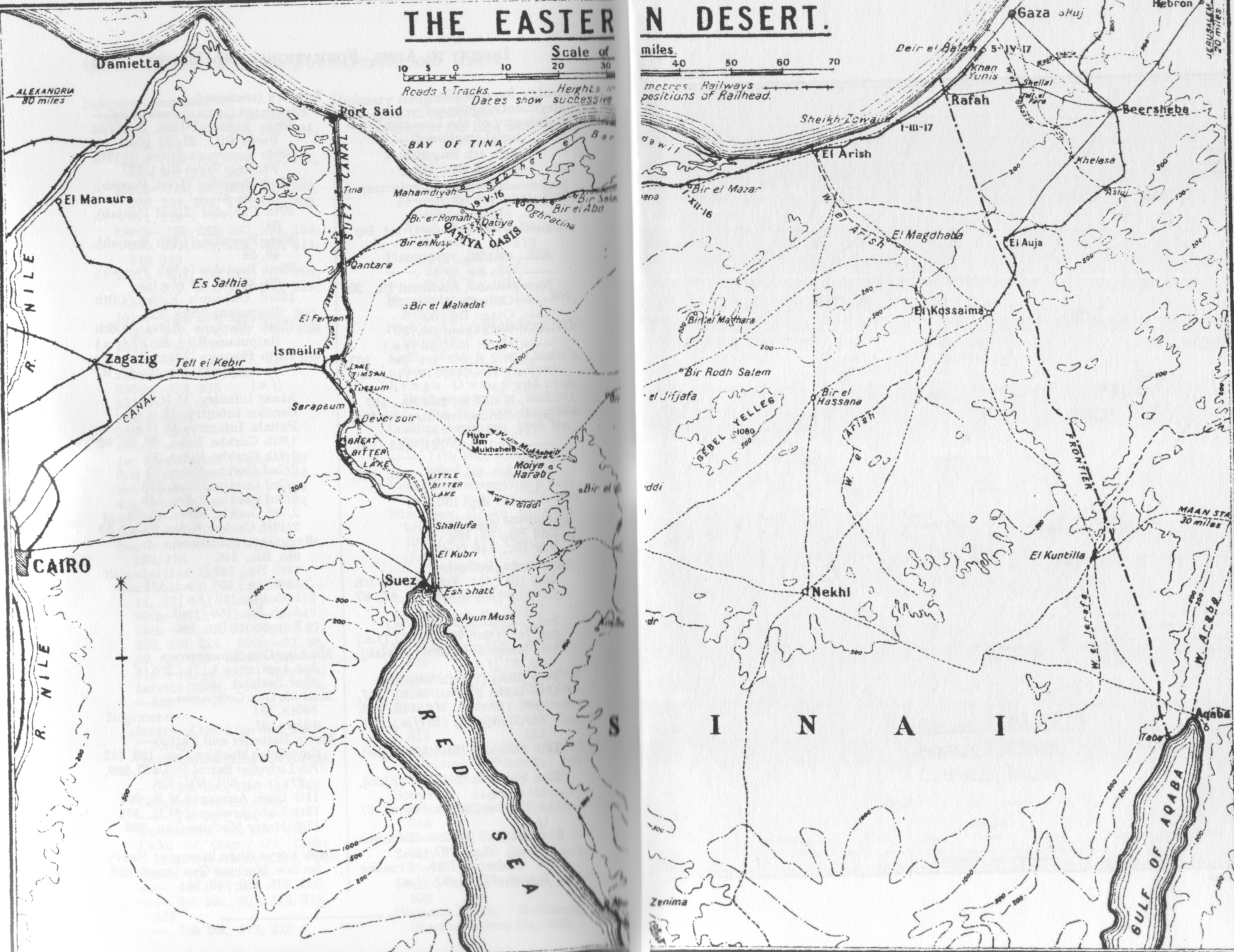
خريطة ساحة المعركة، سيناء والنقب.

وقعت معركة غزة الأولى بتاريخ 26 آذار ، 1917، خلال أول محاولة لقوة التجريدة المصرية (إي إي إف) غزو جنوب فلسطين في الإمبراطورية العثمانية خلال حملة سيناء وفلسطين في الحرب العالمية الأولى. حدث القتال داخل وحول مدينة غزة على ساحل البحر المتوسط عندما هاجم المدينة جند المشاة وخيالة من رتل خيالة الصحراء، جزءًا من القوات الشرقية البريطانية. في وقت متأخر بعد الظهيرة ، انسحب رتل خيالة الصحراء البريطاني ، بعد أن كان على وشك الاستيلاء على غزة ، بسبب مخاوف من اقتراب الظلام والتعزيزات العثمانية الضخمة . تبع هذه الهزيمة البريطانية لاحقًا بعد عدة أسابيع هزيمة أشد للقوات البريطانية الشرقية في معركة غزة الثانية في أبريل، 1917.
في أغسطس، 1916، أنهى انتصار قوات المشاة المصرية في معركة روماني احتمالية شن هجمات أرضية على قناة السويس، والتي تعرضت أول مرة للتهديد في فبراير، 1915، من قبل حملة ترعة قناة السويس الأولى. في ديسمبر، 1916، أدى انتصار رتل خيالة الصحراء الحديث في معركة مغضبة إلى تأمين ميناء العريش على البحر المتوسط وطريق الإمداد وخط أنابيب المياه والسكك الحديدية الممتدة شرقًا عبر شبه جزيرة سيناء. في يناير، 1917، أكمل انتصار رتل خيالة الصحراء في معركة رافا الاستيلاء على شبه جزيرة صنعاء وجعل قوة التجريدة المصرية على مسافة قريبة من غزة.
في مارس، 1917، بعد شهرين لاحقًا، هاجمت قوات المشاة الشرقية غزة من الفرقة 52 المعززة بلواء مشاة. كان هذا الهجوم محميًا من تهديد التعزيزات العثمانية عن طريق فرقة أنزاك للخيالة وحاجز من فرقة الخيالة الإمبراطورية. تمت بقوة مقاومة هجوم المشاة من الجنوب والجنوب الشرقي على المواقع العسكرية العثمانية داخل وحول غزة. في الحين الذي استمرت فيه فرقة المشاة البريطانية في صد تهديدات التعزيزات العثمانية ، هاجمت فرقة خيالة أنزاك اليهودية المدينة من الشمال. نجحوا في الدخول إلى المدينة من الشمال ، بينما استولى هجوم مشترك لجند المشاة و رتل خيالة الصحراء على المنطار ، على الموقع. من ناحية ثانية، أدى تأخر الساعة ، و عزم وبسالة القوات المدافعة العثمانية والتهديد من التعزيزات العثمانية الكبيرة التي اقتربت من الشمالي و الشمال الشرقي، إلى قرار القوات الشرقية بالانسحاب. قيل إن هذه الخطوة إنتزعت الهزيمة من بين فكي النصر.

## خلفية
نظرًا لأن عمليات التحالف في الشرق الأوسط كانت ثانوية مقارنة بحملات الجبهات الغربية، فقد رفضت التعزيزات التي طلبها الجنرال سير آرشيبالد موراي، قائد قوة التجريدة المصرية (إي إي إف). علاوة على ذلك، بتاريخ 11 يناير، 1917، أخبرت وزارة الحرب موراي أن العمليات واسعة النطاق ستؤجل في فلسطين حتى سبتمبر، وأبلغه المشير ويليام روبرتسون، رئيس الأركان العامة الإمبراطورية، أنه يجب أن يكون جاهزًا لإرسال فرقتي مشاة ربما إلى فرنسا. لاحقًا بعد أسبوع، تلقى موراي طلبًا بفرقة المشاة الأولى وأرسل الفرقة رقم 42 (شرق لانكشاير). أكدوا له أنه لن يتم نقل أي من وحدات المشاة الخيالة التابعة له من قوة التجريدة المصرية، وقيل له «إنه لا توجد نية للحد من هذه الأنشطة حيث يرى أن موارده تبرر ذلك». كرر موراي تقديره أنه كان هناك حاجة لخمسة فرق مشاة، إضافة إلى وحدات الخيالة، للعمليات الهجومية.
بعد 26 فبراير، 1917، عندما قرر الكونغرس الآنجلو-فرنسي في كاليه شن هجوم ربيعي، حصل موراي على تشجيع قوي. أعطى قرار المجلس الأعلى للحرب زخمًا متزايدًا «لنشاط الحلفاء» بتاريخ 8 مارس عندما بدأت الثورة الروسية. بحلول 11 مارس، احتلت القوات البريطانية بغداد في بلاد ما بين النهرين، وشن هجوم في مقدونيا. في أبريل، شن البريطانيون معركة أراس، وأطلق الفرنسيون هجوم نيفيل.
كانت أهداف بريطانيا الثلاث الرئيسية في الحرب هي الحفاظ على سلطة القانون البحري في البحر المتوسط، مع الحفاظ على توازن القوى في أوروبا والأمن في مصر، والهند والخليج العربي. كان بالإمكان تأمين هذا الأخير من خلال التقدم إلى فلسطين والاستيلاء على القدس. كان من الممكن أن يؤدي تقدم آخر في نهاية المطاف إلى قطع القوات العثمانية الموجودة في بلاد ما بين النهرين عن تلك الموجودة في شبه الجزيرة العربية وتامين المنطقة. 